# Handley Page Type W
Los Handley Page W.8, W.9 y W.10 fueron biplanos bimotores y trimotores comerciales de alcance medio, diseñados y construidos por la compañía aeronáutica británica Handley Page Ltd.. Fueron desarrollados para su uso como transporte civil a partir del bombardero pesado de largo alcance Handley Page V/1500 (HP.15), y a su vez del también bombardero pesado, Handley Page O/400.

## Diseño y desarrollo
Tras la finalización de la Primera Guerra Mundial, existían excedentes de diversos tipos de aviones y, dada la necesidad y escasez de transportes civiles, la firma Handley Page Ltd. procedió a convertir diez bombarderos pesados Handley Page O/400 (HP.12) a una configuración civil para ser utilizados por su línea aérea filial Handley Page Transport Ltd., siendo designados 0/10 y 0/11. Aun así, estos aviones, debido al arriostramiento interior del fuselaje, no permitían un uso adecuado para tales cometidos, por lo que se emprendió el diseño y desarrollo de un nuevo avión designado Handley Page W/400 (HP.16). El diseño combinaba un fuselaje que permitía instalar hasta ocho pares de asientos separados por un pasillo central, con unas alas de envergadura reducida y tren de aterrizaje provenientes del bombardero Handley Page V/1500. Estaba propulsado por dos motores Rolls-Royce Eagle VIII de 300 hp. Este aparato realizó su primer vuelo el 22 de agosto de 1919 y su evaluación fue un éxito; sin embargo, se decidió añadir a su diseño básico algunos refinamientos y dotarlo de motores más potentes en la versión de serie.
Estos cambios condujeron en la construcción del prototipo W.8 (HP.18), que estaba propulsado por dos motores de 12 cilindros en W Napier Lion I de 450 hp; además, se redujo la envergadura de 25,91 a 22,86 m. Este prototipo realizó su primer vuelo el 2 de diciembre de 1919, poco después de su exhibición en el Salon Aeronautique du Paris de 1919 en Le Bourget. El 4 de mayo de 1920 alcanzó una cota de altitud de 4270 m con una carga de 1670 kg, batiendo el anterior récord británico.
A continuación del prototipo W.8, se construyeron cuatro W.8b de serie con una capacidad para doce pasajeros acomodados en una cabina acristalada y los dos pilotos en una cabina abierta. Debido a la dificultad de obtener motores Napier Lion, estos aviones fueron motorizados con los anteriormente usados Rolls-Royce Eagle VIII de 300 hp. Handley Page Transport adquirió tres aparatos y otro fue comprado por Sabena y, posteriormente, para la misma aerolínea, SABCA construyó otros tres ejemplares bajo licencia en Bélgica. Otra variante, la W.8c, fue dotada con motores Rolls-Royce Eagle IX de 360 hp.
Las siguientes variantes fueron el W.8e, equipado con un tercer motor en el morro, por lo que su planta motriz quedó compuesta por un Rolls-Royce Eagle IX y dos Siddeley Puma de 250/265 hp. Handley Page construyó un aparato para la aerolínea belga SABENA, y ocho más lo fueron por SABCA. De similares características y plantas motrices, salvo por modificaciones en la deriva, fueron los tres W.8f Hamilton construidos; un ejemplar para Imperial Airways y dos por SABCA para Sabena, constituida el 23 de mayo de 1922 y que anteriormente había utilizado un DH.4, inauguró en mayo de 1926 un servicio regular de pasaje Bruselas-Londres, en el que se emplearon Handley Page W.8b y W.8c. En 1925 se había establecido un vuelo más directo entre Leopoldville y Stanleyville en el Congo Belga, en el que se utilizaron inicialmente aviones Handley Page W.8e. Nueve aparatos fueron enviados por vía marítima hacia el Congo; otro ejemplar se trasladó en vuelo desde Bruselas a Leopoldville entre el 12 de febrero y el 3 de abril de 1925. El designado W.8g fue un Hamilton de serie reconvertido en 1929 con la instalación de dos motores Rolls-Royce F.XIIA Kestrel de 360 kW (480 hp).
El W.9a (HP.27) Hampstead, fue otra versión construida para Imperial Airways e inicialmente estaba propulsada por tres motores radiales Armstrong Siddeley Jaguar de 385 hp, y posteriormente por tres radiales Bristol Jupiter VI de 520 hp. Esta variante tenía capacidad para catorce plazas de pasaje. La última versión, de la que Handley Page construyó cuatro ejemplares para Imperial Airways en 1926, fue la W.10 (HP.30); esta vez, bimotora con Napier Lion IIB de 358 kW (480 hp).
Cuando Imperial Airways introdujo el Handley Page HP.42 en 1931, los aviones de la serie W fueron retirados. Los aviones fueron utilizados por operadores privados para exhibiciones y vuelos turísticos, pero el desarrollo más importante fue el de los dos W.10 supervivientes, que Sir Alan Cobham convirtió en aviones cisterna para el desarrollo de su sistema de reabastecimiento de combustible en vuelo.

## Versiones

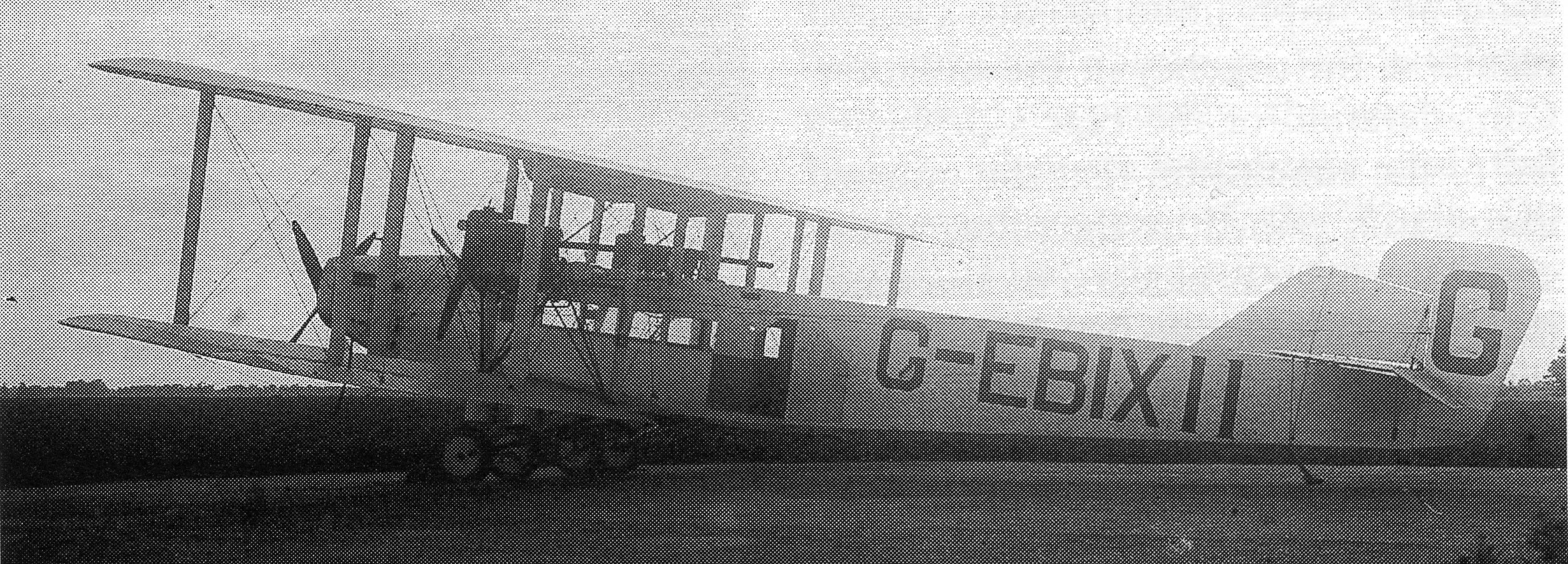
Trimotor W.8f.

W/400
Prototipo, con capacidad para 15 pasajeros, propulsado por dos motores Rolls-Royce Eagle VIII de 300 hp.
W.8 (HP.18)
Prototipo propulsado con dos motores de 12 cilindros en W Napier Lion I de 450 hp; envergadura reducida de 25,91 a 22,86 m.
W.8b
Para cumplir con una decisión del Ministerio del Aire, la capacidad se redujo a 12 pasajeros y los depósitos de combustible se trasladaron desde las góndolas motoras hasta el ala superior y se reemplazaron los motores Napier Lion por los Rolls-Royce Eagle VIII de 300 hp, menos potentes, pero más económicos. En 1921, el Ministerio del Aire ordenó tres aviones, para uso de Handley Page Transport (más tarde por Imperial Airways), en servicios a París y Bruselas. Otro avión fue entregado a SABENA en 1924, y tres más fueron construidos por SABCA en Bélgica.
W.8c
Reconversión planificada de W.8b en 1923 dotada con motores Rolls-Royce Eagle IX de 360 hp; capacidad para 16 pasajeros en una cabina más larga, el compartimiento de radio eliminado y la capacidad de carga reducida. Los depósitos de combustible se trasladaron a la parte inferior del ala superior y se instalaron alerones ranurados.
W.8d
Designación inicial para el bombardero pesado Handley Page Hyderabad.
W.8e
Desarrollo equipado con un tercer motor en el morro, por lo que su planta motriz quedó compuesta por un Rolls-Royce Eagle IX y dos Siddeley Puma de 250/265 hp. El primer W.8e fue vendido a Sabena y SABCA construyó bajo licencia diez más en Bélgica.
W.8f Hamilton y W.8g
Se construyó un W.8f trimotor de similares características y planta motriz al W.8e, salvo por modificaciones en la deriva y dotado con calefacción de cabina (derivando el aire de los escapes del motor). Fue modificado en 1929 como W.8g con un diseño mejorado de cola y timón del W.10 y retirada el tercer motor; los otros dos se reemplazaron por Rolls-Royce F.XIIA Kestrel de 360 kW (480 hp).
W.9a Hampstead (HP.27)
Versión con tres motores radiales Armstrong Siddeley Jaguar IV de 280 kW (385 hp). Fue operado por Imperial Airways y obtuvo un registro récord en la ruta Londres-París de 86 minutos. En 1926, los motores fueron reemplazados por tres Bristol Jupiter VI de 520 hp. El avión fue enviado a Australia, comprado por la empresa minera Ellyou Goldfields Development Corp., donde resultó destruido en Papúa Nueva Guinea a causa de un accidente, nueve meses más tarde.
W.10 (HP.30)
Última versión. Variante bimotor con motores Napier Lion IIB de 358 kW (480 hp) para Imperial Airways (cuatro construidos).

## Operadores
Australia
- Ellyou Goldfields Development Corp.

 Bélgica
- Sabena

 Reino Unido
- Handley Page Transport
- Imperial Airways
- National Aviation Displays (Sir Alan Cobham)

## Especificaciones (W.9a Hampstead)
Referencia datos: Enciclopedia Ilustrada de la Aviación, Vol.8 pág 2072-73, Edit. Delta, Barcelona 1982 ISBN 84-85822-73-O

### Características generales
- Tripulación: Dos
- Capacidad: 12 pasajeros
- Longitud: 18,3 m (60,2 ft)
- Envergadura: 24,1 m (79 ft)
- Altura: 5,2 m (17 ft)
- Superficie alar: 145,3 m² (1564 ft²)
- Peso vacío: 3790 kg (8353,2 lb)
- Peso cargado: 5910 kg (13 025,6 lb)
- Peso máximo al despegue: 6750 kg (14 877 lb)
- Planta motriz: 2× motor radial de 14 cilindros en dos filas refrigerado por aire Armstrong Siddeley Jaguar.
  - Potencia: 280 kW (386 HP; 381 CV) cada uno.

### Rendimiento
- Velocidad máxima operativa (Vno): 180 km/h (112 MPH; 97 kt)
- Velocidad crucero (Vc): 140 km/h (87 MPH; 76 kt)
- Alcance: 640 km (346 nmi; 398 mi)
- Techo de vuelo: 4100 m (13 451 ft)
- Carga alar: 45,2 kg/m² (9,3 lb/ft²)

## Aeronaves relacionadas

### Desarrollos relacionados
- Handley Page V/1500

### Aeronaves similares
- Blériot 155
- Armstrong Whitworth Argosy
- de Havilland DH.66 Hercules
- Handley Page HP.42

### Secuencias de designación
- Secuencia Alfabética (interna de Handley Page): ← Type T - Type Ta - Type V - Type W - Type X
- Secuencia HP._ (interna de Handley Page): ← HP.13 - HP.14 - HP.15 - HP.16 - HP.17 - HP.18 - HP.19 - HP.20 - HP.21 -- HP.23 - HP.24 - HP.25 - HP.26 - HP.27 - HP.28 - HP.29 - HP.30 - HP.31 - HP.32 - HP.33 →